# Velký Malahov
Velký Malahov là một làng thuộc huyện Domažlice, vùng Plzeňský, Cộng hòa Séc.